# Château de Seurre
Le château de Seurte est un château récent implanté dans une enceinte médiévale situé à Seurre (Côte-d'Or) en Bourgogne-Franche-Comté .

## Localisation
Le château est situé en centre ville sur la rive est de la Saône rue du Château.

## Historique
En 1266, Hugues de Vienne échange avec le duc Hugues IV de Bourgogne le château de Seurre, contre celui de Laperrière. Plus de vingt villages devaient guet et garde au château, et y avaient droit de retrait en 1370.
Roger de Bellegarde fait ériger la terre en baronnie en 1619 et construire au sud de la ville un pavillon carré à l'italienne de deux étages.

## Architecture
De ce château ne subsistent que les communs très remaniés. Un bas-relief du XVIe siècle est remployé dans la façade du logement des domestiques ; le pavillon ouest est édifié en 1772. Le château actuel cantonné de tourelles octogonales n'a conservé aucun des caractères d’origine.

## Valorisation du patrimoine
Les lieux ont été dédiés à un réceptif d'accueil notamment dédié aux joueurs (geeks).